# ГЕС Біч
ГЕС Біч (нім. Bitsch) — гідроелектростанція на південному заході Швейцарії, що працює в Бернських Альпах на ресурсі із Алецького льодовика, який живить річку Масса (права притока Рони).
На Массі створене водосховище Штаузее Гібідум площею поверхні 0,21 км2 та об'ємом 9,2 млн м3. Його утримує аркова гребля висотою 122 метри та довжиною 327 метрів, на спорудження якої пішло 228 тис. м3 матеріалу.
Далі вода через дериваційний тунель подається до машинного залу неподалік від злиття Масси та Рони. Зал, споруджений у підземному виконанні, має розміри 84х19 метрів та висоту 31 метр. Він обладнаний трьома турбінами типу Пелтон загальною потужністю 340 МВт, які при напорі у 750 метрів забезпечують річне виробництво на рівні 564 млн кВт·год.
Видача продукції відбувається по ЛЕП, що працює під напругою 220 кВ.